# Tlazolteotl

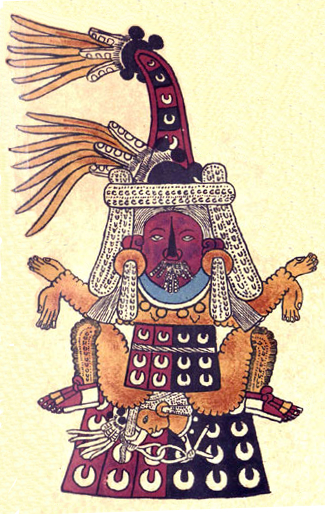
Tlazolteotl représenté dans le Codex Borbonicus.

Tlazolteotl est, dans la mythologie aztèque, une déesse associée à la terre, au sexe, aux accouchements et aux mères. On l'appelait aussi "la mangeuse d'immondices" car selon une légende, lorsqu'une personne était mourante et qu'elle confessait tous ses péchés à Tlazolteotl, celle-ci dévorait toutes les impuretés accumulées sur l'âme du mourant avant qu'il ne trépasse. Selon d'autres sources, ce nom proviendrait de ses habitudes sexuelles buccales avec le dieu serpent, Quetzalcóatl. Tlazolteotl est une déesse dont le culte est apparenté à celui de Toci. Son fils est Centeotl et elle présidait le trecena.  
Tlazolteotl, chez les Toltèques, était la mère de la terre. Cette déesse représente les régions profondes de notre être qui nous font peur par leurs forces et leur absurdité ou étrangeté. Tlazolteotl est un genre de preuve que ce qui nous fait le plus peur et nous détruit en tant qu'humain possède la force et la puissance de devenir aussi le pardon, la compréhension et la guérison. Ce qui est donc mal en nous peut devenir sain.